# Archibald Denis Leigh
Pour les articles homonymes, voir Leigh.
Archibald Denis Leigh, né le 11 octobre 1915 et mort le 20 avril 1998, est un médecin britannique. On lui doit la description du syndrome (ou maladie) de Leigh.

## Source
- (en) Raymond Hierons, « Archibald Denis Leigh », sur history.rcplondon.ac.uk, site du Royal College of Physicians, The Times, 6 mai 1998 (consulté le 31 mars 2022)